# Murato
Murato (Corsicaans: Muratu) is een gemeente in het Franse departement Haute-Corse op Corsica en telt 586 inwoners (2005). De plaats maakt deel uit van het arrondissement Calvi.

## Geografie
De oppervlakte van Murato bedraagt 20,2 km², de bevolkingsdichtheid is 29,0 inwoners per km².

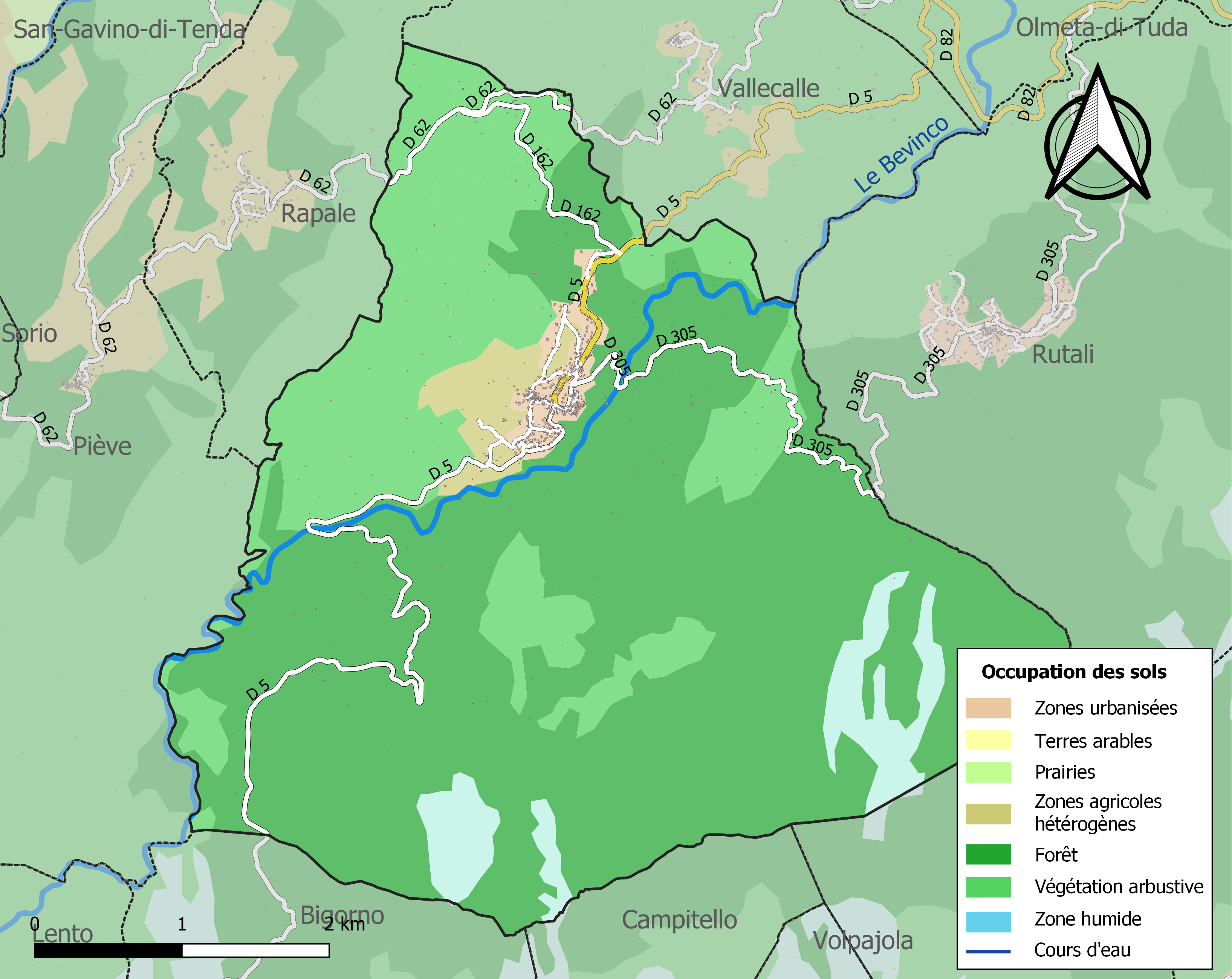
Kaart van de gemeente met de belangrijkste infrastructuur, bodemgebruik en omliggende gemeenten

## Demografie
Onderstaande figuur toont het verloop van het inwonertal (bron: INSEE-tellingen).

Vanwege een beveiligingsprobleem met de MediaWiki Graph-software is het momenteel niet mogelijk deze grafiek weer te geven. Zodra de software is bijgewerkt zal de grafiek vanzelf weer zichtbaar worden.

## Monumenten
- De San Michele de Murato is een romaanse kerk uit de twaalfde eeuw gelegen op een heuvel even buiten het dorp.